# Werner Hacker
Werner Hacker (* 7. August 1897 in Damgarten; † 6. Juni 1955 in Flensburg) war ein deutscher Schullehrer, Heimatforscher und Schriftsteller. 

## Leben und Wirken
Geboren in Damgarten im pommerschen Kreis Franzburg, besuchte Hacker zunächst die Bürgerschule seiner Heimatstadt, dann die Realschule im benachbarten Ribnitz und ab 1912 das Realgymnasium in Rostock. Sein anschließendes Studium wurde von 1915 bis 1918 durch Kriegsdienst im Ersten Weltkrieg unterbrochen. 1920 wurde er an der Universität Rostock mit einer Arbeit über „Borries Freiherr von Münchhausen, die Stoffe und Sprache seiner Balladen“ promoviert. Er arbeitete als Lehrer an Rostocker Schulen, ab 1934 als Studienrat. Nach dem Zweiten Weltkrieg war er Lehrer an der Oberschule zum Dom in Lübeck. 
Hacker veröffentlichte unter anderem Geschichten in den bis 1943 erscheinenden Mecklenburgischen Monatsheften und Jugendbücher.

## Werke
- Der Hassenburger. Eine Chronik aus dem Dreißigjährigen Krieg. Neff, Berlin 1944.
- Zwischen Darß und Bodden. Erzählungen. Neff, Berlin 1944.